# Dodge 600
La 600 è un'autovettura mid-size prodotta dalla Dodge dal 1983 al 1988.

## Il contesto
Il modello era sostanzialmente una versione marchiata Dodge della lussuosa Chrysler E-Class. La 600 fu un tentativo del gruppo Chrysler di competere con i modelli basati sulla piattaforma A della General Motors. Le vetture full-size del gruppo di Detroit erano invece in concorrenza con la Dodge Diplomat.
La 600 sostituì la Dodge 400, e questo legame fu in parte ereditato dal nuovo modello. Infatti, le versioni coupé e cabriolet della 600 erano sostanzialmente delle 400 a cui venne cambiato il nome. Come la 400, anche la 600 era collocata, nella gamma Dodge, tra la Aries e la Diplomat.

## Il debutto

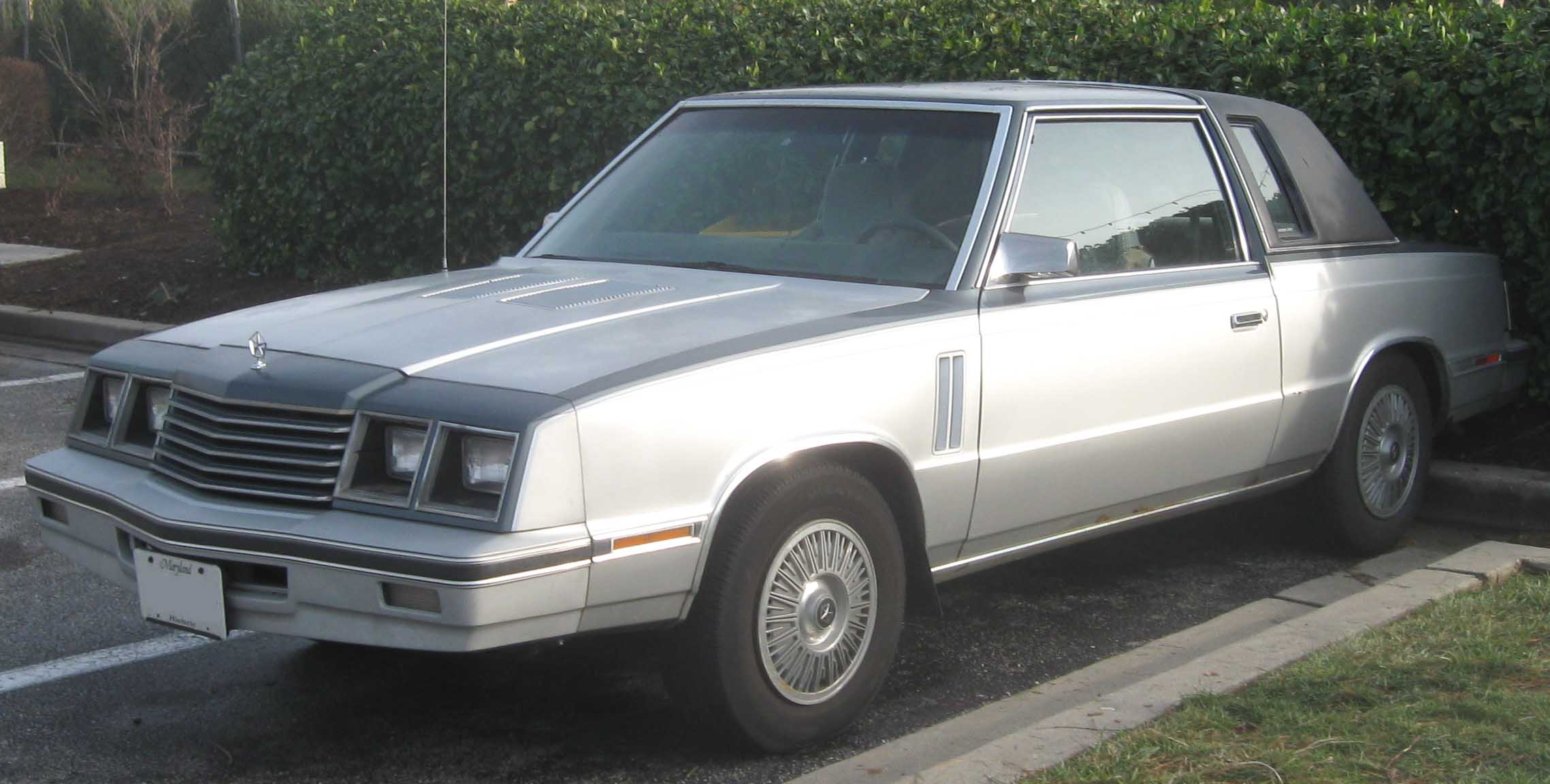
Una Dodge 600 coupé prodotta dal 1983 al 1985

La 600 era la risposta della Dodge alle berline europee che in quegli anni venivano importate nel continente americano. Il nome numerico e lo stile della parte posteriore della 600 evocavano infatti i modelli Mercedes-Benz, nonostante il disegno generale della linea fosse comparabile a quello di vetture contemporanee statunitensi come la Chevrolet Celebrity, la Pontiac 6000 e la Ford Fairmont. Nello specifico, la 600 assomigliava di più alla Dodge Mirada che ad ogni altra vettura europea.
La 600 ha debuttato solo con carrozzeria berlina quattro porte. Gli allestimenti disponibili originariamente erano due, quello base e l'ES ("Euro/Sedan"). La potenza era fornita da un motore Chrysler a quattro cilindri in linea da 2,2 L. Un propulsore Mitsubishi con la stessa configurazione dei cilindri, ma da 2,6 L, era invece offerto tra gli optional. La 600 aveva il motore montato anteriormente e la trazione all’avantreno.
Nel secondo anno di commercializzazione le vendite della 600 raddoppiarono. Il motivo risiedeva nel lancio delle versioni coupé e cabriolet due porte. Queste due versioni, a differenza del modello berlina, che era basato sul pianale E della Chrysler, erano costruite sulla piattaforma K del gruppo. Tra le opzioni, erano disponibili il cruscotto con comandi ed indicatori digitali, ed il sistema di controllo Electronic Voice Alert, che era in grado di sintetizzare, tramite un messaggio vocale, le comunicazioni d'allarme.

## La ES Turbo
A metà del 1984 la Dodge introdusse la versione sportiva del modello cabriolet, la "ES Turbo". Essa era dotata di una versione sovralimentata del motore da 2,2 L, che erogava 142 CV di potenza, e di sospensioni speciali "ES". Questo propulsore sovralimentato fu poi disponibile, tra le opzioni, anche per le versioni berlina e coupé della serie regolare. I sedili erano foderati in pelle, ed erano disponibili di serie il cruscotto digitale ed un volante a quattro razze. Esteriormente, ciò contraddistingueva la ES Turbo dalle cabriolet standard erano i cerchioni in alluminio da 15 pollici e una doppia presa d'aria funzionale sul cofano. Inoltre, sulla carrozzeria della ES Turbo, delle parti in vernice nera sostituivano i componenti cromati presenti sulla cabriolet regolare.
Le vendite della ES Turbo furono inizialmente lente, con solo 1.786 esemplari venduti nel 1984. I volumi di vendita crebbero a 5.621 unità nel 1985 ed a 4.759 nel 1986. Dopo quest'ultimo anno, la ES Turbo e la cabriolet regolare vennero tolte dai listini. Il prezzo base di una ES Turbo del 1986 era di 14.856 dollari.

## I cambiamenti e la fine della produzione
| Produzione | Produzione |
| Anno       | Unità      |
| 1983       | 33.488     |
| 1984       | 61.637     |
| 1985       | 58.847     |
| 1986       | 59.677     |
| 1987       | 40.391     |
| 1988       | 55.550     |
| Totale     | 309.590    |
| ---------- | ---------- |

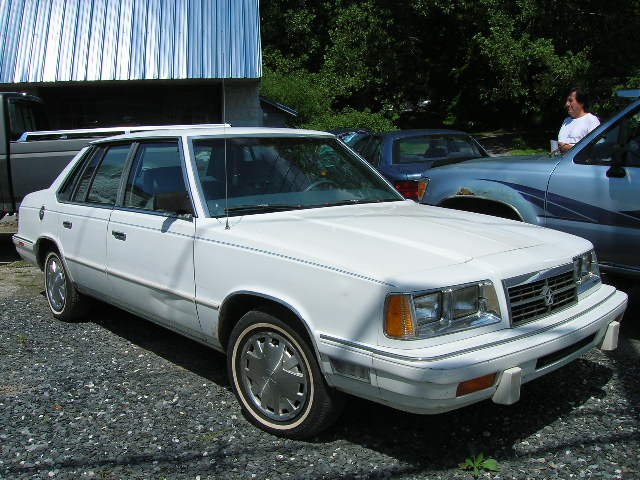
Una Dodge 600 berlina del 1988

Nel 1985 sulla 600 furono operati diversi cambiamenti. Alla versione berlina fu allungato il passo, ed i precedenti allestimenti "base" ed ES vennero sostituiti dall'allestimento SE. Ciò fu in parte dovuto alla reintroduzione della Lancer, che si collocò nella stessa fascia di mercato della 600. Ad esempio, per rendere minima la competizione tra i due modelli, sulla 600 non venne più offerto il cambio manuale a cinque rapporti.
I cambi manuali disponibili erano due, entrambi a cinque rapporti (più precisamente, erano l'A520 ed l'A525). Anche le trasmissioni automatiche offerte erano due, entrambe a tre marce. Le loro sigle identificative erano A413 e A470.
Le coupé e le cabriolet rimasero immutate eccetto che per cambiamenti minori nell'allestimento e negli interni. Il cambiamento più importante fu la sostituzione del carburatore doppio corpo Holley a gestione elettronica del motore da 2,2 L, con un sistema ad iniezione a corpo farfallato.
L'allestimento base tornò nel 1986. Nell'occasione furono completamente rinnovati il frontale e la coda. In particolare, la parte anteriore adottò la calandra dal familiare inserto a croce, che sostituì quella a listelli orizzontali ispirata al modello Mirada. Il motore da 2,6 L fu sostituito da una versione più grande del propulsore Chrysler da 2,2 L. Questo propulsore aveva quindi la stessa configurazione dei cilindri del precedente, ma era dotato di una cilindrata di 2,5 L.
La coupé e la cabriolet furono tolte dai listini nel 1987, mentre la versione berlina rimase in commercio un altro anno. La 600 venne sostituita dalla Dynasty. In Canada quest'ultima fu commercializzata con marchio Chrysler, e quindi sul mercato canadese la 600 fu sostituita dalla Dodge Spirit.